# Pacharán

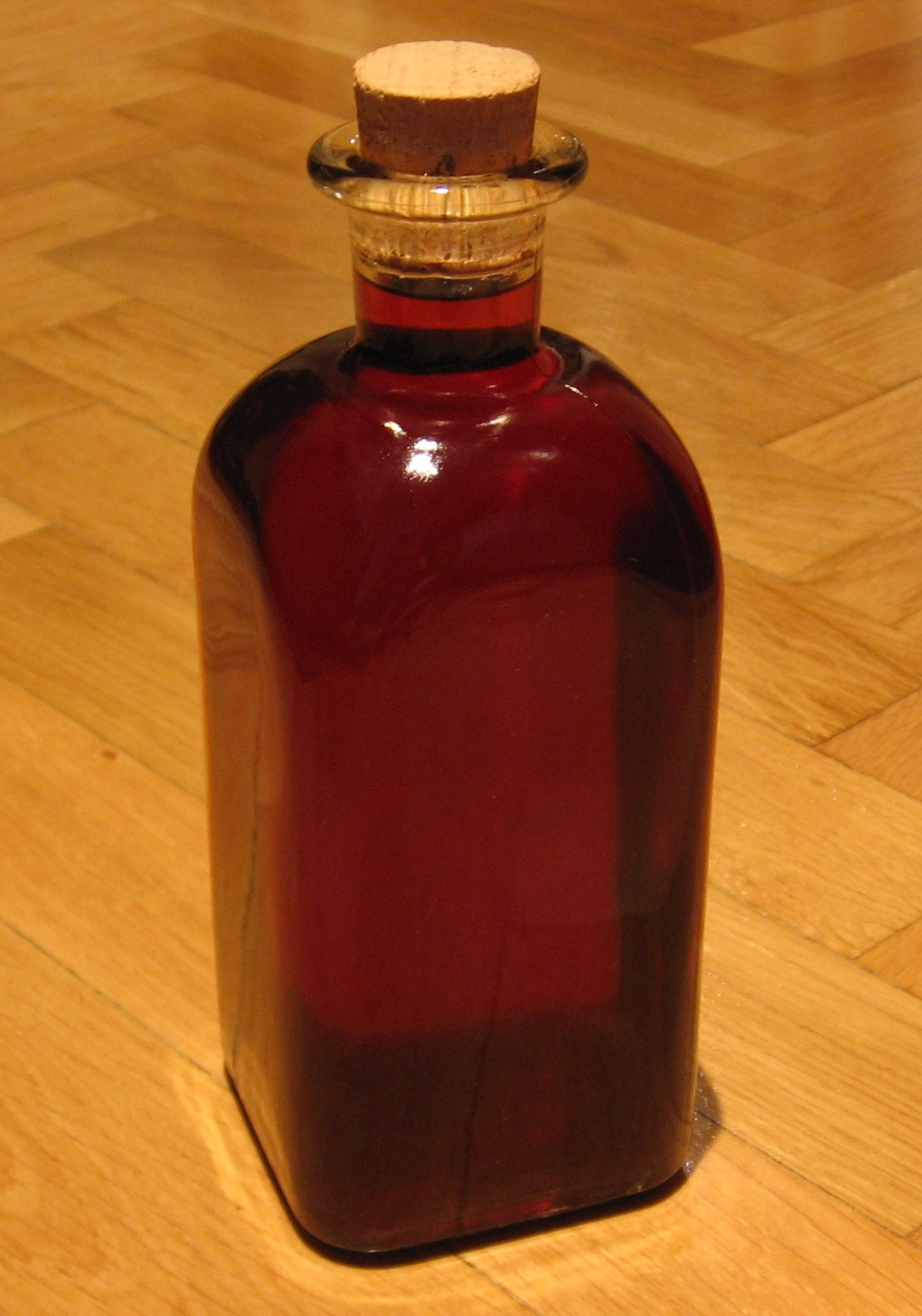
Una bottiglia di pacharán casalingo.

Il pacharán è un liquore ottenuto dalla macerazione della prugnola comunemente bevuto in Navarra, nei Pirenei occidentali.